# 堀田力
堀田 力（ほった つとむ、1934年4月12日 - 2024年11月24日）は、日本の検察官、弁護士、福祉事業家。さわやか法律事務所所長、第一東京弁護士会所属、公益財団法人さわやか福祉財団会長、全日本社会貢献団体機構名誉顧問。
法務省大臣官房人事課課長、甲府地方検察庁検事正、法務省官房長、さわやか福祉推進センター所長などを歴任した。

## 来歴・人物
京都府出身の弁護士である。京都大学を卒業後、検察官として任官し、東京地方検察庁では特別捜査部の検事としてロッキード事件の捜査に従事した。その後、甲府地方検察庁の検事正や法務省の官房長などを歴任した。退官後は弁護士として活動するとともに、さわやか福祉推進センターを開設するなど福祉事業家として活動した。のちにさわやか福祉財団を設立し、その会長に就任した。また、さわやか新党の母体となる「さわやか国民会議」を川上哲治、藤田元司らとともに設立している。さわやか新党は1995年の第17回参議院議員通常選挙に比例区で候補を擁立（全員落選）しているが、堀田自身は立候補しなかった。さらに全日本社会貢献団体機構の名誉顧問を務めるなど、さまざまな公職も歴任した。
2022年12月に脳梗塞を起こし、左側の視野を失い、右目で文字を読んでも意味が認識できないという症状に見舞われた。脳梗塞は5度にわたって罹患し、心臓にも持病を抱えていたが、字を読む訓練を重ね、読書を楽しめるまでに回復しており、取材も受けられるようになっていた。
2023年には名誉都民に選定された。
2024年11月24日、老衰のため、神奈川県内の自宅で死去した。90歳没。訃報は同年12月4日に報道で明らかになっている。

## 略歴
- 1934年 京都堀田氏の一族として京都市に生まれる。両親共に教職に就いていた。父親が宮津中学校の英語教師として赴任したのを機に一家で宮津市に移住したが、堀田が4歳のときに母親は病死した。
- 1953年 京都市立堀川高等学校卒業
- 1958年 京都大学法学部卒業、司法試験合格
- 1961年 司法修習修了（13期。同期に山花貞夫、横山昭二、一井淳治）、検事任官
- 1961年～1965年 札幌・旭川・大津各地方検察庁検事
- 1965年 大阪地方検察庁検事
- 1966年 大阪地方検察庁特別捜査部検事
- 1967年 法務省刑事局付検事
- 1972年 外務省在アメリカ合衆国日本大使館一等書記官
- 1975年 法務省刑事局参事官
- 1976年 東京地方検察庁特別捜査部検事
- 1980年 東京地方検察庁特別捜査部副部長
- 1983年 法務省刑事局総務課長
- 1984年 法務大臣官房人事課長
- 1988年 甲府地方検察庁検事正
- 1989年 最高検察庁検事
- 1990年 法務大臣官房長
- 1991年 退官、弁護士登録
- 1995年 川上哲治と共にさわやか国民会議発起人
- 2012年 復興庁復興推進委員会委員

## 活動
東京地検特捜部検事としてロッキード事件を捜査、米国での嘱託尋問を担当し、起訴後公判検事として田中角栄元首相に論告求刑をした。最高検察庁検事を最後に退官し、弁護士、公益財団法人さわやか福祉財団理事長、その後会長として活動し、ホームヘルパー基礎研修制度の提唱などを行う。介護保険成立前に「介護の社会化」を唱え、介護保険制度の成立を促す発言を行なっていた。それに関連し「自身の母親の介護経験」を匂わせて活動していたが、後にそれに関する質問に対し「自身では直接母親の介護をしていないこと」を明らかにした。
金権腐敗政治を追及しているが、著書では企業献金を否定していない。「企業献金禁止の主張は一部政党の意向が働いている」と主張し、金権腐敗政治根絶には小選挙区制の推進以外ありえないと語っている。
学生時代は小説家志望だった。汚職追及と訴因変更などをテーマに恋愛を盛り込んだ小説『否認』を在職中に執筆し、退官後に読売新聞社から出版された。大阪浴場汚職事件での大阪地検特捜部の活躍をみて、司法試験の勉強に本腰を入れた。

## 家族・親族
弟は実業家の堀田明彦。

## 出演
TV
- 『未来観測 つながるテレビ@ヒューマン』(NHK)
- 『報道ステーション』（テレビ朝日）

## 著書
- 『否認-どうして言わないの-』（読売新聞社、1993年）
- 『悔いなく生きよう-心満たされる人生の送り方-』（講談社 ニューハードカバー、1997年）
- 『堀田力のおごるな上司』（講談社 講談社文庫、1998年）
- 『壁を破って進め-私記ロッキード事件-』上・下（講談社、1999年）
- 『心の自立-介護することされること-』<みんなの介護5>（法研、1999年）
- 『これからは何のために生きる』（講談社、2000年）、ほか多数